# Novopokrovskoe 2
Novopokrovskoe 2 ist eine archäologische Ausgrabungsstätte im modernen Dorf Nowopokrowka in Kirgisistan. Die dortigen Reste datieren vom 7. bis an den Anfang des 12. Jahrhunderts. Bei Novopokrovskoe 1 handelt es sich um eine andere Ausgrabungsstätte, etwa 1,5 km nordwestlich davon gelegen.
Archäologische Reste sind hier zuerst 1929 dokumentiert worden. In der Folgezeit gab es vereinzelte Funde und Untersuchungen. In den 1960er-Jahren wurde ein Haus der Kulturen auf den Ruinen errichtet, wobei zahlreiche buddhistische Objekte zu Tage kamen. Systematische Ausgrabungen finden seit 2004 statt.
Die Funde aus den 1960er-Jahren deuten darauf hin, dass hier ein buddhistischer Tempel stand. Zu den Funden gehören figürliche Reliefs, die Bronzestatue des Avalokiteshvara und ein reich dekorierter Bronzespiegel. Die modernen Ausgrabungen konzentrierten sich vor allem auf die Befestigungsanlage, und zeigen, dass der Ort eine Stadtmauer hatte. Des Weiteren sind Teile von Wohnvierteln freigelegt worden. Ein eindeutig buddhistischer Bau konnte bisher nicht gefunden werden. Zum Fundgut gehört vor allem Keramik. Bemerkenswert ist eine Sogdische Inschrift auf einem Gefäßfragment.